# Blink (película)
Blink (conocida como Sola en la penumbra en España, Terror ciego o Testigo en Hispanoamérica) es una película de suspense dirigida por Michael Apted en 1993.

## Argumento
Emma (Madeleine Stowe) es una joven atractiva, pero ciega. Toca el violín en un conjunto de música folk. Mediante una operación consigue mejorar algo su visión, pero a consecuencia de la intervención le cuesta recordar lo que ve. Una noche se despierta por un ruido en un apartamento vecino. Mira hacia las escaleras a través de la puerta entreabierta y ve a un hombre en la oscuridad. Convencida de que ha visto al hombre que asesinó aquella noche a un vecino acude a la policía, donde la atiende el inspector Hallstrom (Aidan Quinn). Emma tiene dificultades en recordar lo que realmente vio y Hallstrom duda de su testimonio, aunque quisiera creerla.
- Datos: Q604155